# Діокл (письменник)
Діокл з Магнезії (дав.-гр. Διοκλῆς ὁ Μάγνης; II—I століття до н. е.) — давньогрецький письменник, що жив у місті Магнезія (Лідія), якого часто цитував Діоген Лаертський у своєму творі «Про життя, вчення та висловлювання славетних філософів», книгах 6 «Кініки» і 7 «Зенон і стоїки». До нас не дійшли твори Діокла, про які згадує Діоген Лаертський — Ἐπιδρομὴ τῶν φιλοσόφων (Огляд філософів) і Περὶ βίων φιλοσόφων (Про життя філософів).